# Cinodòntids
|  | No s'ha de confondre amb Cinodonts. |

Els cinodòntids (Cynodontidae) són una família de peixos actinopterigis d'aigua dolça i de l'ordre dels caraciformes.

## Morfologia
- Segons l'espècie, poden arribar als 65 cm de llargària.
- Tenen dents canines allargades i ben desenvolupades que les fan servir per menjar altres peixos.[1]

## Distribució geogràfica
Es troba a Sud-amèrica: des de Veneçuela, Colòmbia i les conques dels rius Orinoco i Amazones fins a les del Paranà, Paraguai i Uruguai. N'hi ha restes fòssils a l'Argentina però, actualment, són absents d'aquest país.

## Gèneres i espècies
- Cynodon  (Agassiz, 1829)[3]
  - Cynodon gibbus  (Agassiz, 1829)
  - Cynodon meionactis  (Géry, Le Bail & Keith, 1999)
  - Cynodon septenarius  (Toledo-Piza, 2000)
- Gilbertolus  (Eigenmann, 1907)[4]
  - Gilbertolus alatus  (Steindachner, 1878)
  - Gilbertolus atratoensis  (Schultz, 1943)
  - Gilbertolus maracaiboensis  (Schultz, 1943)
- Hydrolycus  (Müller & Troschel, 1844)[5]
  - Hydrolycus armatus  (Jardine & Schomburgk, 1841)
  - Hydrolycus scomberoides  (Cuvier, 1819)
  - Hydrolycus tatauaia  (Toledo-Piza, Menezes & Santos, 1999)
  - Hydrolycus wallacei  (Toledo-Piza, Menezes & Santos, 1999)
- Rhaphiodon  (Agassiz, 1829)[6]
  - Rhaphiodon vulpinus  (Agassiz, 1829)
- Roestes  (Günther, 1864)[7]
  - Roestes itupiranga  (Menezes & Lucena, 1998)
  - Roestes molossus  (Kner, 1858)
  - Roestes ogilviei  (Fowler, 1914)[8][9][10][11][12]